# تنگه تیران

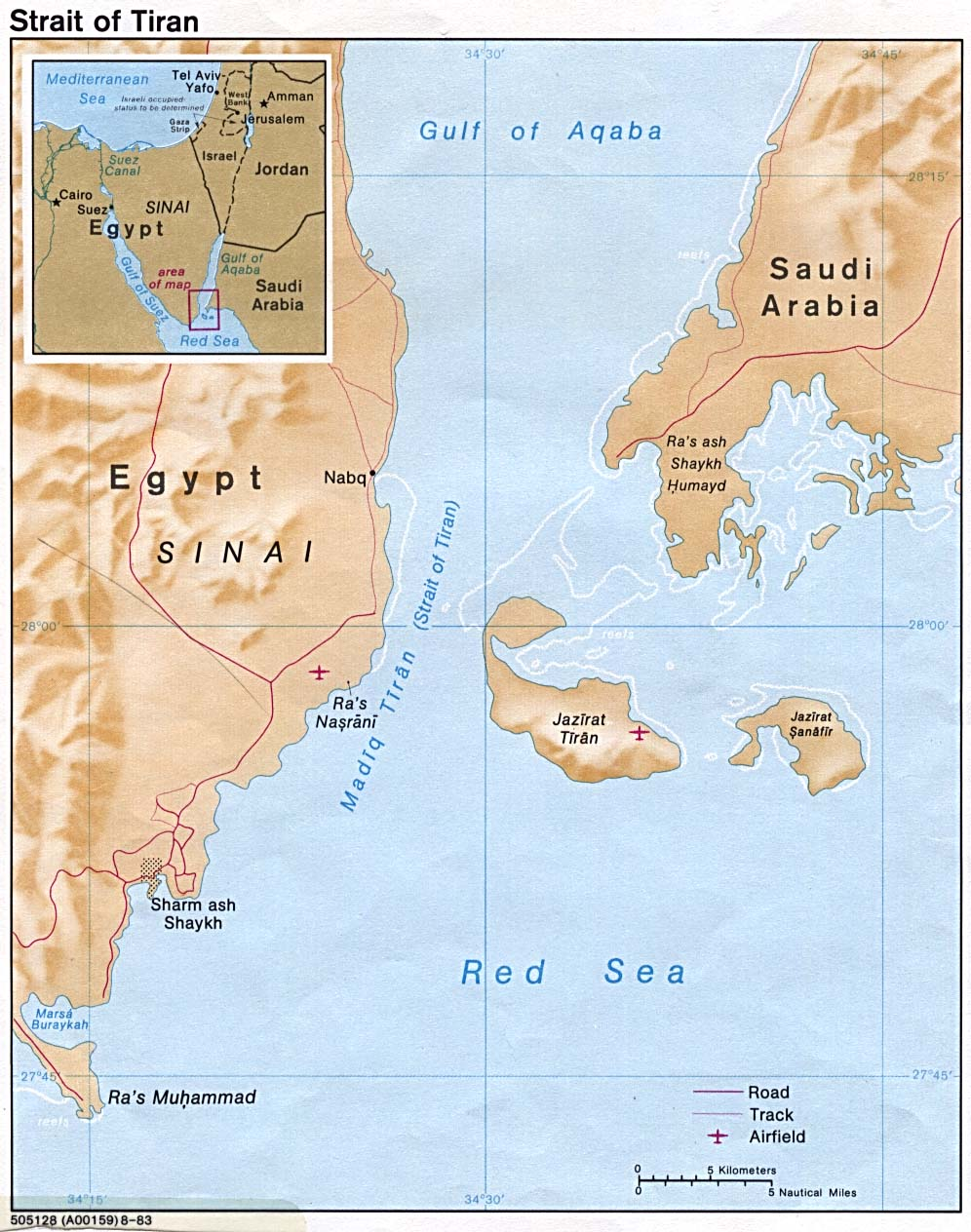
مکان تنگهٔ تیران

تنگه تیران تنگه‌ای است به عرض ۱۳ کیلومتر که خلیج عقبه را از دریای سرخ جدا می‌کند. جزیره صنافیر و جزیره تیران در این مکان واقع شده است.